# Новый крузадо
Новый крузадо (порт. Cruzado novo) — денежная единица Бразилии в 1989—1990 годах.

## История
Новый крузадо введён 16 января 1989 года вместо крузадо, 1000 крузадо = 1 новый крузадо.
Банкноты в крузадо с надпечаткой нового номинала в новых крузадо продолжали использоваться в обращении. Наносились надпечатки в 1 (на 1000 крузадо), 5 (на 5000) и 10 новых крузадо (на 10 000).
В 1989 году начат выпуск новых банкнот Центрального банка Бразилии, выпускались купюры в 50, 100 и 500 новых крузадо. В 1989 году была выпущена также памятная банкнота в 200 новых крузадо к 100-летию республики.
В 1989—1990 годах чеканились стальные монеты в 1, 5, 10 и 50 сентаво. Стальная монета в 1 новый крузадо чеканилась только в 1989 году, в том же году была выпущена памятная серебряная монета в 200 новых крузадо к 100-летию республики.
16 марта 1990 года новый крузадо был переименован в крузейро.